# Andrzejczak (nazwisko)
Andrzejczak (forma żeńska: Andrzejczak, liczba mnoga: Andrzejczak, Andrzejczakowie) – polskie nazwisko.

## Etymologia nazwiska
Utworzone od imienia Andrzej. Imię notowane w Polsce od XII wieku, też jako Jedrzej, Ondrzej → Andrzej-cz+ak, Andrzej-cz+ek, Andrzej-cz+uk, Andrzej-cz+yk. Nazwisko notowane od 1722 roku.

## Demografia
Na początku lat 90. XX wieku w Polsce mieszkało 9328 osób o tym nazwisku, najwięcej w dawnym województwie: łódzkim  – 1724, kaliskim – 731 i leszczyńskim – 490. W 2002 roku według bazy PESEL mieszkało w Polsce około 8397 osób o nazwisku Andrzejczak, najwięcej w Łodzi i powiecie zgierskim.